# Henrietta Dugdale
Pour les articles homonymes, voir Dugdale.
Henrietta Augusta Dugdale, née Worrell (14 mai 1827 - 17 juin 1918) est une activiste féministe australienne dont le combat fera progresser les droits des femmes en Australie. Elle est également la fondatrice de la première société de suffrage féminin de son pays.

## Biographie
Henrietta Augusta Worrell naît à St Pancras, un quartier de Londres, le 14 mai 1827. Elle est la deuxième fille survivante de John Worrell et Henrietta Ann (née Austin).
Elle prétend avoir été mariée à 14 ans, mais son premier mariage officiel a lieu en 1848 avec un officier de la marine marchande, J.A. Davies, avec qui elle émigre en Australie en 1852.  Après la mort de Davies, elle épouse le capitaine de navire William Dugdale à Melbourne en mars 1853.  Ils s'installent à Queenscliff où naissent leurs fils Einnim, Carl et Austin. Elle se sépare de William Dugdale à la fin des années 1860 et déménage à Camberwell, dans la banlieue de Melbourne.
Son combat pour «une justice égale pour les femmes» démarre avec une lettre adressée au journal The Argus de Melbourne en avril 1869. Elle culmine au cours des années 1880 dans un débat public où, en tant que membre de la Société éclectique de Melbourne et de l'Association séculaire australienne, elle présente dans une brochure son allégorie utopique, A Few Hours in a Far-Off Age. Elle y écrit : « le plus grand obstacle au progrès humain, le plus irrationnel, le plus féroce et le plus puissant des monstres de notre monde - le seul diable - L'IGNORANCE MASCULINE ».   
Elle prend une part active au débat sur la Loi sur la propriété des femmes mariées, qui permet aux femmes mariées de posséder des biens en propre et qui est promulguée à Victoria en 1884.
Elle créé en mai 1884 la Société victorienne pour le suffrage des femmes, la première du genre en Australie. Cette même année, Dugdale dénonce l'incapacité des tribunaux de Victoria à protéger les femmes contre les crimes violents. Publiée dans le Melbourne Herald, elle écrit : « La colère des femmes est aggravée par le fait que ceux qui infligent la violence ont leur part à légiférer tandis que leurs victimes ne l'ont pas ». Elle fait partie d'un groupe victorien de femmes radicales et libres d'esprit qui croient à la sobriété, au contrôle des naissances et à « l'application du couteau du chirurgien aux violeurs ». Elle défend également le droit des femmes à s'inscrire à l'université.
Dugdale est reconnue comme une pionnière du suffrage féminin lorsque les femmes australiennes obtiennent le droit de vote et celui de se présenter au Parlement fédéral en juin 1902 (une première mondiale), puis lorsque l'état de Victoria emboîte tardivement le pas en décembre 1908. Elle épouse son troisième mari Frederick Johnson en 1903.
Elle décède le 17 juin 1918 à Point Lonsdale, Victoria.

## Héritage
Une rue de la banlieue de Cook à Canberra porte son nom.
En 2001, Dugdale est nommée au Tableau d'honneur victorien des femmes. En 2013, elle est nationalement reconnue pour son travail de féministe australienne de la première vague et le Dugdale Trust for Women & Girls est nommé en son honneur.